# La perm
La Perm är en lockig kattras, ovanlig både i Sverige och internationellt.

## Utseende
Den finns som både semilång- och korthår, men i Sverige ännu endast som semilånghår. Korthåren har vågig päls och svans som en flaskborste, medan semilånghåren har lockar och krull över hela kroppen och en yvig plymsvans samt halskrage.
Ungarna föds med rak, lockig eller utan päls (BS, BC, BB). Detta rexanlaget är dominant, vilket gör att det endast behövs en lockig förälder för att få lockiga ungar.
La Perm är en mellanstor katt av lätt elegant typ. Kroppen är muskulös med långa ben och elegant hals. Huvudet är något kilformat med mjuka konturer, och ett lätt stop. Nosen är lång, bred och med framträdande runda morrhårskuddar och en kraftig haka. De mellanstora till stora öronen är placerade i kilformens förlängning. Ögonen är något stora, uttrycksfulla och ovala. Alla färger och mönster är tillåtna. La Perm fick sitt fulla rasgodkännande inom FIFe i maj 2015, med officiell start 1/ 2015.

## Temperament
Rasen tyr sig gärna till människor, de utvecklar ett starkt band till sina ägare och uppskattar direkt ögonkontakt. De är intelligenta, vänliga och lekfulla, och tackar inte nej till apportlek. Dessa kärleksfulla katter älskar att ligga i ditt knä för att kela och spinna, och är i övrigt lite hundlika i sättet.
La Perm pratar gärna med sin mjukt kuttrande röst och är en avslappnad och självsäker varelse.

## Historia
Det började i Oregon, USA, 1982 då en naken liten gårdskatt föddes. Hon fick till slut päls på kroppen och den var, till skillnad från syskonens, mjukt lockig. På gården blev de lockiga katterna snart fler och ägaren övertalades att visa upp dem på utställning, där flera domare blev intresserade av hennes katter och hjälpte så småningom till att grundlägga rasen genom ett seriöst avelsprogram. Inkorsningar av vissa raser tillåts fortfarande då avelsbasen ännu är relativt liten.
Till Sverige kom den första La Permen år 2003, en kastrathona. Året därpå anlände de första fertila representanterna, och i januari 2005 föddes den första svenska kullen. Fler ungar har fötts här sedan dess, men fortfarande är rasen ganska ovanlig.
La Permen startade sitt preliminära godkännande i FIFe 1/1 2014 och de två första Internationella Champions var NL*Takoda BC Mika (hane) och S*Ägirs Hus BC Nertus (hona), båda ägda av Jenny Ägirsdotter med stamnamnet S*Ägirs Hus, som även är den som drivit processen för godkännandet i FIFe.